# 胡屋中継局

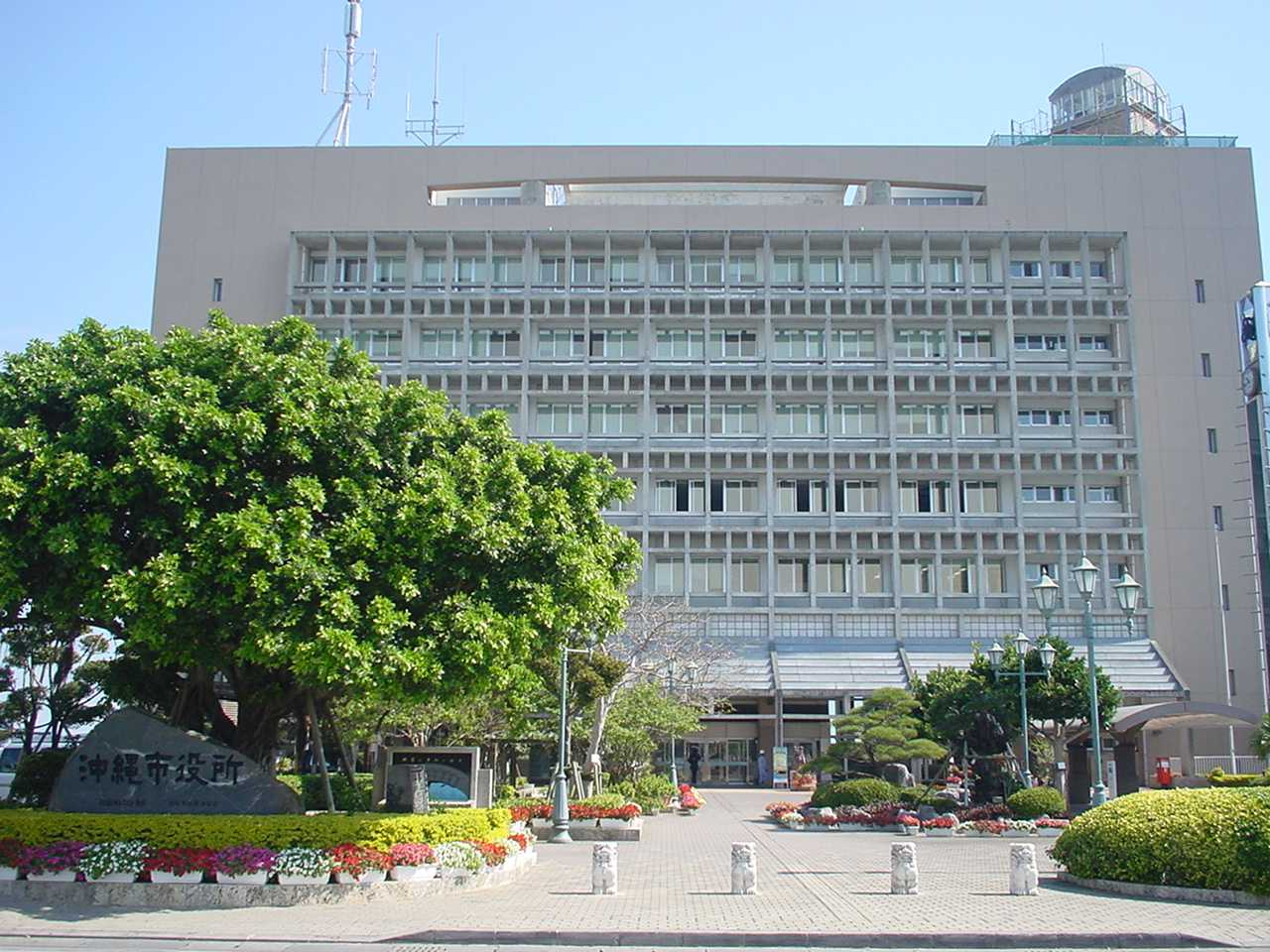
沖縄市役所。屋上左側に胡屋中継局の鉄塔がある

胡屋中継局（ごやちゅうけいきょく）は沖縄県沖縄市仲宗根町の沖縄市役所屋上にあるテレビの中継局および同市のコミュニティ放送であるFMコザの送信所である。ここでは、胡屋局の前身である嘉間良テレビ中継局についても記す。また、胡屋局は通称“コザ”とよばれる市街地周辺を放送エリアとしているが、地形の問題から近くに設置されている高原テレビ中継局についてもあわせて記す。

## 概要
もともと1970年代末に嘉間良テレビ中継局が現中継局の近くに開局。沖縄市街地周辺をエリアとしていたが、この付近は地形的に高低差があり親局の送信所がある豊見城市からも直接受信しにくく、かつ0.1Wと弱いため、より放送エリアを広範囲にする必要があったことに加え、米軍放送であるAFNのテレビ放送（US8ch、周波数帯で日本式の場合は5chと6chの間に相当しており一般家庭では6chにあわすところが多い）が40kWと膨大な電波を近くの米軍基地から送信しておりその電波障害が少なからずあったのだと思われ、1992年に沖縄市役所の現庁舎完成と同時に嘉間良中継局を移転する形で現在の胡屋中継局が完成した。出力は10Wと嘉間良中継局時代の100倍に増力した。これにより嘉間良中継局は廃止となった。
その後1995年に琉球朝日放送開局と同時に同局の中継局が開局、1997年には沖縄県で最初のコミュニティFM局である沖縄市コミュニティFM放送（FMチャンプラ）が開局し、送信所を当中継局内に併設した。FMチャンプラは2004年に現在のFMコザに改称された。

## 胡屋テレビ中継局

### デジタルテレビ放送
| リモコン キーID | 放送局名            | チャンネル 番号 | 空中線 電力 | ERP   | 放送対象地域 | 放送区域 内世帯数 | 運用開始日     |
| --------------- | ------------------- | --------------- | ----------- | ----- | ------------ | ----------------- | -------------- |
| 1               | NHK 沖縄総合        | 36              | 1W          | 1.7W  | 沖縄県       | 64,690世帯        | 2009年 12月1日 |
| 2               | NHK 沖縄教育        | 25              | 1W          | 1.7W  | 全国         | 64,690世帯        | 2009年 12月1日 |
| 3               | RBC 琉球放送        | 30              | 1W          | 1.65W | 沖縄県       | 64,690世帯        | 2009年 12月1日 |
| 5               | QAB 琉球朝日放送    | 33              | 1W          | 1.65W | 沖縄県       | 64,690世帯        | 2009年 12月1日 |
| 8               | OTV >沖縄テレビ放送 | 31              | 1W          | 1.65W | 沖縄県       | 64,690世帯        | 2009年 12月1日 |

- 所在地： 沖縄市仲宗根町（沖縄市役所屋上）
- 放送区域： 沖縄市全域及びうるま市、北谷町、中城村、北中城村の各一部[1]
- 2009年10月8日に予備免許が交付され[2]、11月中に試験電波を発射、11月30日に本免許が交付され[1]、12月1日に本放送を開始した。

### アナログテレビ放送
| チャンネル 番号 | 放送局名           | 空中線 電力       | ERP               | 放送対象地域 | 放送区域 内世帯数 | 運用開始日     |
| --------------- | ------------------ | ----------------- | ----------------- | ------------ | ----------------- | -------------- |
| 18              | QAB 琉球朝日放送   | 映像10W/ 音声2.5W | 映像20W/ 音声5W   | 沖縄県       | 55,750世帯        | 1995年 10月1日 |
| 20              | OTV 沖縄テレビ放送 | 映像10W/ 音声2.5W | 映像20W/ 音声5W   | 沖縄県       | 55,750世帯        | 1992年 10月1日 |
| 22              | RBC 琉球放送       | 映像10W/ 音声2.5W | 映像20W/ 音声5W   | 沖縄県       | 55,750世帯        | 1992年 10月1日 |
| 24              | NHK 沖縄総合       | 映像10W/ 音声2.5W | 映像22W/ 音声5.5W | 沖縄県       | 55,750世帯        | 1992年 10月1日 |
| 26              | NHK 沖縄教育       | 映像10W/ 音声2.5W | 映像22W/ 音声5.5W | 全国         | 55,750世帯        | 1992年 10月1日 |

- 所在地： デジタルテレビ放送に同じ
- 2011年7月24日をもってすべて廃止された。

## FMコザ放送所
| 周波数  | 放送局名 | 呼出符号   | 空中線 電力 | ERP  | 放送対象地域 | 放送区域 内世帯数 | 運用開始日    |
| ------- | -------- | ---------- | ----------- | ---- | ------------ | ----------------- | ------------- |
| 76.1MHz | FMコザ   | JOZZ0AS-FM | 10W         | 8.4W | 沖縄市       | -                 | 2004年 4月1日 |

- 所在地： 沖縄市仲宗根町（沖縄市役所屋上）
- 2004年3月31日に本免許が交付され[6]、4月1日に本放送を開始した。

## 嘉間良テレビ中継局

### アナログテレビ放送
| チャンネル 番号 | 放送局名           | 空中線 電力         | ERP | 放送対象地域 | 放送区域 内世帯数 | 運用開始日      |
| --------------- | ------------------ | ------------------- | --- | ------------ | ----------------- | --------------- |
| 46              | NHK 沖縄総合       | 映像100mW/ 音声25mW | -   | 沖縄県       | -                 | 1978年 11月28日 |
| 48              | OTV 沖縄テレビ放送 | 映像100mW/ 音声25mW | -   | 沖縄県       | -                 | 1978年 11月28日 |
| 50              | RBC 琉球放送       | 映像100mW/ 音声25mW | -   | 沖縄県       | -                 | 1978年 11月27日 |
| 52              | NHK 沖縄教育       | 映像100mW/ 音声25mW | -   | 全国         | -                 | 1978年 11月28日 |

- 1992年10月24日をもってすべて廃止された。

## 高原テレビ中継局
1980年代初めに沖縄市照屋5丁目の県立コザ高校敷地内（弓道場横）に設置（ただし、QABは1999年に設置）。

### デジタルテレビ放送
| リモコン キーID | 放送局名           | チャンネル 番号 | 空中線電力 | ERP  | 放送対象地域 | 放送区域 内世帯数 | 運用開始日     |
| --------------- | ------------------ | --------------- | ---------- | ---- | ------------ | ----------------- | -------------- |
| 1               | NHK 沖縄総合       | 36              | 10mW       | 74mW | 沖縄県       | 580世帯           | 2010年 7月24日 |
| 2               | NHK 沖縄教育       | 25              | 10mW       | 76mW | 全国         | 580世帯           | 2010年 7月24日 |
| 3               | RBC 琉球放送       | 30              | 10mW       | 76mW | 沖縄県       | 580世帯           | 2010年 7月24日 |
| 5               | QAB 琉球朝日放送   | 33              | 10mW       | 74mW | 沖縄県       | 580世帯           | 2010年 7月24日 |
| 8               | OTV 沖縄テレビ放送 | 31              | 10mW       | 76mW | 沖縄県       | 580世帯           | 2010年 7月24日 |

- 所在地： 沖縄市照屋（コザ高校の弓道場橫）
- 放送区域： 沖縄市の一部（桃原・照屋・大里の各地区の一部）
- 2010年6月23日に予備免許が交付され[10]、7月上旬に試験電波を発射、7月23日に本免許が交付され[11]、7月24日に本放送を開始した。

### アナログテレビ放送
| チャンネル 番号 | 放送局名           | 空中線 電力         | ERP                  | 放送対象地域 | 放送区域 内世帯数 | 運用開始日      |
| --------------- | ------------------ | ------------------- | -------------------- | ------------ | ----------------- | --------------- |
| 43              | QAB 琉球朝日放送   | 映像100mW/ 音声25mW | 映像890mW/ 音声220mW | 沖縄県       | 約350世帯         | 1999年 3月23日  |
| 47              | NHK 沖縄総合       | 映像100mW/ 音声25mW | 映像890mW/ 音声220mW | 沖縄県       | 約350世帯         | 1981年 12月25日 |
| 49              | OTV 沖縄テレビ放送 | 映像100mW/ 音声25mW | 映像890mW/ 音声220mW | 沖縄県       | 約350世帯         | 1981年 12月23日 |
| 51              | RBC< 琉球放送      | 映像100mW/ 音声25mW | 映像890mW/ 音声220mW | 沖縄県       | 約350世帯         | 1981年 12月24日 |
| 53              | NHK 沖縄教育       | 映像100mW/ 音声25mW | 映像890mW/ 音声220mW | 全国         | 約350世帯         | 1981年 12月25日 |

- 所在地： デジタルテレビ放送に同じ
- 2011年7月24日をもってすべて廃止された。